# Gnypeta saccharina
Gnypeta saccharina es una especie de escarabajo del género Gnypeta, tribu Oxypodini, familia Staphylinidae. Fue descrita científicamente por Klimaszewski & Webster en 2008.
Se distribuye por América del Norte: Canadá. La especie presenta una coloración marrón oscura y la longitud de su cuerpo es de aproximadamente 2,4-2,7 milímetros.